# Eslovenia en los Juegos Olímpicos
Eslovenia en los Juegos Olímpicos está representada por el Comité Olímpico Esloveno, miembro del Comité Olímpico Internacional desde el año 1993.Antes de la disolución de Yugoslavia en 1991, los deportistas eslovenos compitieron de 1920 a 1988 bajo la bandera de Yugoslavia.
Ha participado en 9 ediciones de los Juegos Olímpicos de Verano, su primera presencia tuvo lugar en Barcelona 1992. El país ha obtenido un total de 31 medallas en las ediciones de verano: 10 de oro, 10 de plata y 11 de bronce.
En los Juegos Olímpicos de Invierno ha participado en 9 ediciones, siendo Albertville 1992 su primera aparición en estos Juegos. El país ha conseguido un total de 24 medallas en las ediciones de invierno: 4 de oro, 8 de plata y 12 de bronce.

## Medalleros

### Por edición
| Evento              | Oro | Plata | Bronce | Total |
| ------------------- | --- | ----- | ------ | ----- |
| Barcelona 1992      | 0   | 0     | 2      | 2     |
| Atlanta 1996        | 0   | 2     | 0      | 2     |
| Sídney 2000         | 2   | 0     | 0      | 2     |
| Atenas 2004         | 0   | 1     | 3      | 4     |
| Pekín 2008          | 1   | 2     | 2      | 5     |
| Londres 2012        | 1   | 1     | 2      | 4     |
| Río de Janeiro 2016 | 1   | 2     | 1      | 4     |
| Tokio 2020          | 3   | 1     | 1      | 5     |
| París 2024          | 2   | 1     | 0      | 3     |
| TOTAL               | 10  | 10    | 11     | 31    |

| Evento              | Oro | Plata | Bronce | Total |
| ------------------- | --- | ----- | ------ | ----- |
| Albertville 1992    | 0   | 0     | 0      | 0     |
| Lillehammer 1994    | 0   | 0     | 3      | 3     |
| Nagano 1998         | 0   | 0     | 0      | 0     |
| Salt Lake City 2002 | 0   | 0     | 1      | 1     |
| Turín 2006          | 0   | 0     | 0      | 0     |
| Vancouver 2010      | 0   | 2     | 1      | 3     |
| Sochi 2014          | 2   | 2     | 4      | 8     |
| Pyeongchang 2018    | 0   | 1     | 1      | 2     |
| Pekín 2022          | 2   | 3     | 2      | 7     |
| TOTAL               | 4   | 8     | 12     | 24    |

### Por deporte
| Evento     | Oro | Plata | Bronce | Total |
| ---------- | --- | ----- | ------ | ----- |
| Atletismo  | 1   | 2     | 1      | 4     |
| Ciclismo   | 1   | 0     | 1      | 2     |
| Escalada   | 2   | 0     | 0      | 2     |
| Judo       | 3   | 1     | 3      | 7     |
| Natación   | 0   | 1     | 0      | 1     |
| Piragüismo | 1   | 2     | 0      | 3     |
| Remo       | 1   | 1     | 3      | 5     |
| Tiro       | 1   | 0     | 2      | 3     |
| Vela       | 0   | 3     | 1      | 4     |
| TOTAL      | 10  | 10    | 11     | 31    |

| Evento         | Oro | Plata | Bronce | Total |
| -------------- | --- | ----- | ------ | ----- |
| Biatlón        | 0   | 1     | 1      | 2     |
| Esquí alpino   | 2   | 3     | 3      | 8     |
| Esquí de fondo | 0   | 0     | 2      | 2     |
| Salto en esquí | 2   | 2     | 3      | 7     |
| Snowboard      | 0   | 2     | 3      | 5     |
| TOTAL          | 4   | 8     | 12     | 24    |